# Đức Mẹ La Salette
Đức Mẹ La Salette (tiếng Pháp: Notre-Dame de La Salette) là một trong những tước hiệu mà người Công giáo dùng để gọi Đức Mẹ Maria. Tước hiệu này bắt nguồn từ các cuộc hiện ra của Đức Mẹ được cho là đã xảy ra tại La Salette, Pháp với hai trẻ em là Maximin Giraud và Melanie Calvat.

## Lịch sử

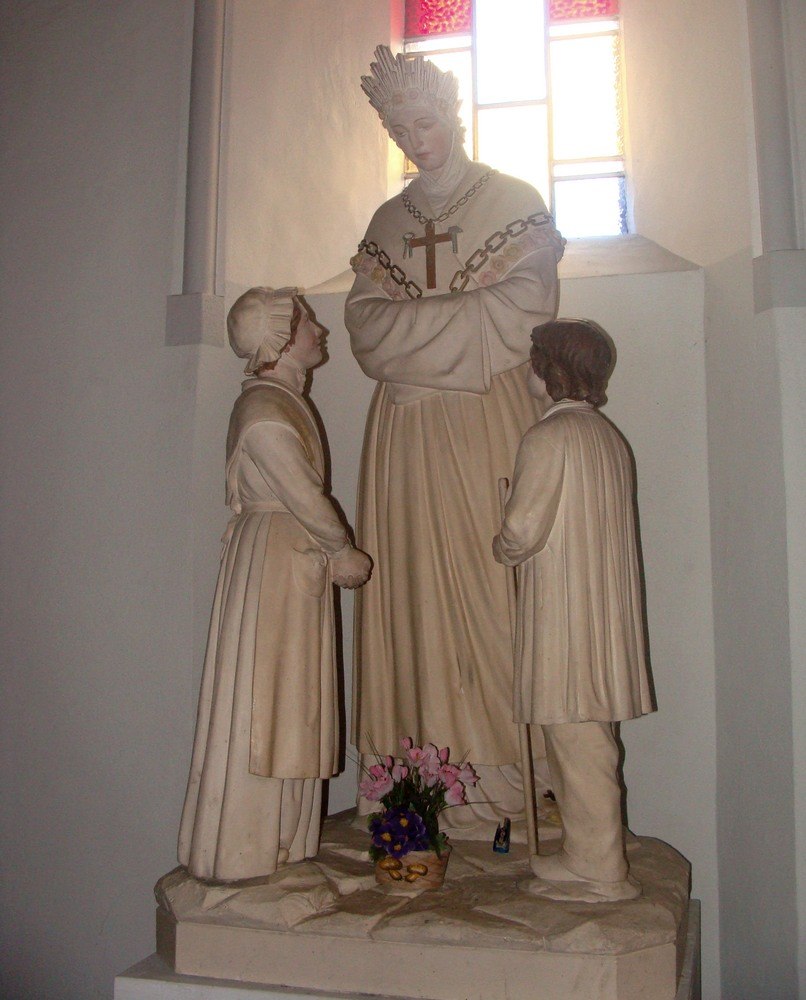
Tượng Đức Mẹ La Salette và hai trẻ em

Ngày 19 tháng 9 năm 1846, hai trẻ nhỏ là Maximin Guiraud (11 tuổi) và Melanie Calvat (14 tuổi) đang chăn cừu cho người chủ ở gần La Salette trên rặng núi Anpơ. Cả hai đều xuất thân trong những gia đình nghèo và không hiểu biết nhiều về giáo lý. Trong khi chăn cừu, các em nhìn thấy một luồng sáng sáng hơn cả mặt trời. Khi tiến tới gần, các em thấy một bà tuyệt đẹp ngồi trên một tảng đá và đang khóc, với mặt úp vào đôi bàn tay. Lúc đầu bà nói bằng tiếng Pháp nhưng sau đó nói bằng thổ ngữ địa phương.
Cuộc hiện ra đã được giữ kín mãi tới năm 1853-1854 mới được Melanine kể lại. Theo mô tả thì người phụ nữ đội một chiếc khăn trùm đầu kèm một vương miện chói sáng với một vòng hoa hồng chung quanh; áo bà tỏa ra một luồng sáng và đôi hài chân có hai bông hồng. Chung quanh cổ, bà đeo một tượng Đức Giêsu đóng đinh. Thánh giá này dường như bằng vàng: một bên ngang thánh giá treo một chiếc búa và những cây đinh, và phía bên kia, treo một cái kẹp. Trên vai bà là một sợi xích nặng.
Sau khi gặp linh mục chánh xứ La Salette, người này đã thuật lại câu chuyện của các em trong thánh lễ. Các nhân viên chính quyền bắt đầu cuộc điều tra và hai em nhỏ vẫn giữ nguyên câu chuyện của mình bất chấp việc bị đe dọa bỏ tù. Giám mục Bruillard của giáo phận Grenoble bắt đầu một cuộc điều tra toàn diện về cuộc hiện ra.
Ngày 16 tháng 9 năm 1851, giám mục Bruillard xác định rõ ràng rằng cuộc hiện ra "mang trong chính nó tất cả những dấu chứng sự thật và những tín hữu được bầu chữa trong sự tin tưởng vào nó là điều chắc chắn và không thể nghi ngờ được." Năm sau, dòng truyền giáo La Salette được thành lập và một thánh đường mới được xây dựng ở nơi Đức Mẹ hiện ra.

## Thông điệp

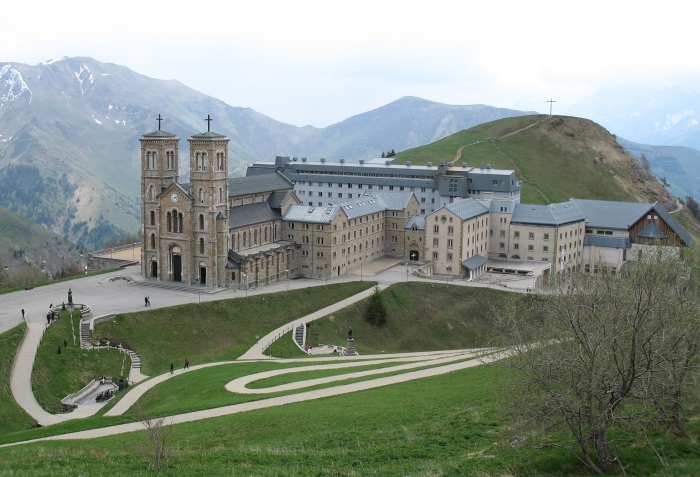
Vương cung thánh đường Đức Mẹ La Salette

Đức Trinh Nữ kêu gọi sự sám hối, cầu nguyện và ăn năn thống hối. Mỗi em nhỏ đã nhận được một bí mật. Melanie cho hay cả hai bí mật được viết thành văn bản và được trao tới tay Giáo hoàng Piô IX vào năm 1851 bao gồm cả bí mật liên quan đến chính ông. Maximin chưa bao giờ tiết lộ bí mật đã trao cho cậu. Hồng y Antonelli đã trao một bản sao của bí mật này tới Nữ bá tước thành Clermont-Tonnerre. (Tác giả Adrien Péladan đã tiết lộ bí mật này trong cuốn "Annales du Surnaturel" xuất bản năm 1888.).
Melanie bị cáo buộc đã tiết lộ bí mật trong một cuốn sách nhỏ được xuất bản dưới sự cho phép của giám mục địa phương. Tài liệu này ở ấn bản tiếng Anh được gọi là "Apparition of the Blessed Virgin on the Mountain of La Salette the 19th of September, 1846", một ấn bản được chuyển ngữ hoàn toàn theo nguyên bản gốc tiếng Pháp (bản Pháp ngữ đầu tiên do Lecce xuất bản ngày 15 tháng 11 năm 1879) với sự cho phép in của giám mục Zola. Sau đó, nó lại được tái bản ở Lyon năm 1904, trước khi Melanie chết mấy tháng. Giáo hội đã lên án việc tiết lộ bí mật và cho đến nay giáo hội vẫn chưa chính thức công bố những bí mật này. Khác với những lần khác Đức Mẹ hiện ra, các thị nhân của La Salette là Melanie và Maximin chưa được phong thánh.
Lá thư của Giáo hoàng Gioan Phaolô II viết nhân dịp kỷ niệm 150 năm sự lạ La Salette nhấn mạnh: La Salette là một thông điệp của hy vọng, niềm hy vọng của chúng ta đã được nuôi dưỡng bởi sự can thiệp của Mẹ nhân loại.
Lá thư có đoạn viết:
"Đức Maria, người Mẹ đầy tình yêu đã tỏ ra ở La Salette nỗi đau buồn của Người trước sự ác luân lý của nhân loại. Qua những nước mắt của Mẹ, Mẹ giúp chúng ta hiểu hơn sự nghiêm trọng đau đớn của tội lỗi, của sự từ bỏ Thiên Chúa. Đồng thời cũng qua những nước mắt ấy, Mẹ nói lên sự trung thành say mê của Con Thiên Chúa đối với những anh em mình. Chúa Giêsu, là Đấng Cứu chuộc, nhưng tình yêu của Người bị thương tích bởi sự quên lãng và chối từ của nhân loại... Mẹ thương xót cho những khó khăn của các con cái Mẹ. Mẹ đau đớn thấy nhiều con cái Mẹ xa lìa Hội Thánh Đức Kitô, đến nỗi quên hẳn hoặc từ chối sự hiện diện của Chúa trong đời sống mình".
Thông điệp mà các thị nhân nhận tại La Salette hướng vào việc biến đổi nhân loại với Chúa Kitô. Mặc dù thông điệp La Salette ra đời trong bối cảnh của thế kỷ XIX lại ở miền nông thôn nước Pháp nhưng nó đã có những ảnh hưởng to lớn đến thế giới hiện đại. Các vị thánh (ví dụ như John Vianney), mục sư (như Don Bosco) và nhà văn tôn giáo (như J.K. Huysmans) đều bị ảnh hưởng bởi La Salette.

## Cầu nguyện
Kinh Đức Mẹ La Salette :
"Lạy Nữ Vương La Salette, Mẹ thật sự là Mẹ thương khó. Xin Mẹ hãy nhớ đến những giọt nước mắt mà Mẹ đã đổ ra vì chúng con trên núi Calvario. Mẹ hãy nhớ đến những nỗi đau khổ Mẹ phải chịu vì chúng con, để cứu chúng con trước Toà công thẳng Chúa. Bây giờ sau khi đã ban ơn cho con cái Mẹ muôn vàn ơn phúc. Mẹ có thể rời bỏ chúng con được không? Hoàn toàn tin tưởng ở lòng từ bi và sự an ủi của Mẹ, chúng con chạy đến sấp mình dưới chân Mẹ, dù rằng chúng con là kẻ vong ân tội lỗi. Ôi Nữ Đồng Trinh hay thương xót, xin chớ bỏ lời nguyện chúng con. Xin cho chúng con được ăn năn trở lại với Chúa và với Mẹ. Xin làm cho chúng con được kính yêu tôn thờ Chúa Giêsu trên hết mọi sự. Để đẹp lòng Mẹ, chúng con sẽ quyết sống đạo đức, thánh thiện, năng lần chuỗi Mân Côi kính Đức Mẹ, hầu ngày sau chúng con được xem thấy mặt Chúa và Đức Mẹ đời đời. Amen".